# King City (Ontario)
King City ist eine kanadische Gemeinde in King, Ontario, nördlich von Toronto. King City ist die größte Gemeinde in King mit 2.396 Wohnungen und einer Bevölkerung von 6.970 (2016). King City hat keinen eigenen Gemeinderat, es wird durch die Gemeinde King verwaltet.

## Geschichte
Im Jahr 1836 wurde in King eine Siedlung im Stil von Springhill gegründet. Mit der Ankunft der Eisenbahn von Ontario, Simcoe und Huron im Jahr 1853 begann die Siedlung zu expandieren. Im Jahr 1890 wurde James City durch den Reeve der King-Gemeinde, James Whiting Crossley, durch die Zusammenlegung der Weiler Springhill, Kinghorn, Laskay und Eversley eingegliedert.

## Geografie
King City zeichnet sich durch sanfte Hügel und gemäßigte Wälder in der Ökoregion der Tieflandwälder der östlichen Großen Seen aus. Zahlreiche Kesselseen und Teiche prägen das Gebiet. Auf der 147,938 Quadratkilometer großen Landfläche der Gemeinde wurden zahlreiche Ställe und andere Bauernhöfe errichtet.

## Sehenswürdigkeiten

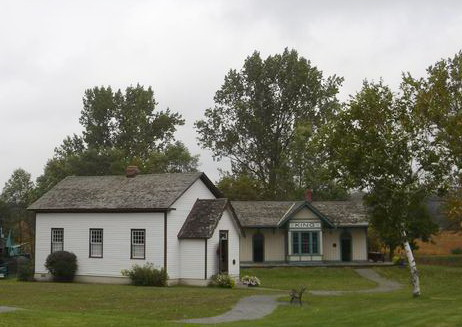
King-Gemeinde-Museum, 2007

- Eaton Hall
- King-Gemeinde-Museum
- Mary Lake Augustinian Kloster
- Kingbridge Center
- King-City-Bibliothek